# Køkkenhave
En køkkenhave er stedet, hvor havens grøntsager og urter dyrkes. Køkkenhaven kan dyrkes efter flere forskellige metoder, hvoraf den mest brugte i Danmark er rækkemetoden, hvor grønsagerne står på lange rækker. Rækkemetoden giver dog ikke de samme fordele som højbedmetoden, hvor man vil kunne få 4 gange så stort udbytte pr. kvadratmeter i forhold til rækkemetoden.

## Fodnoter
1. ↑  Begynderhaven – Haven på nettet om højbedmetoden (kommerciel salgsside) (404: den 04.08.2017)